# Abdoulaye Camara
Abdoulaye Camara (Bamako, 2 gennaio 1980) è un ex calciatore maliano, di ruolo difensore.

## Carriera

### Club
La sua carriera calcistica si sviluppa tra Mali, Slovenia, Italia (un paio di apparizioni con la casacca dell'Udinese nella Serie A 1999-2000, poi otto presenze con il Castel di Sangro nella Serie C1 2001-2002), Belgio, Francia e Sudafrica. Trascorre gli ultimi anni tra la quinta e la sesta divisione del campionato francese.

### Nazionale
Con la nazionale maliana a partecipato ai Mondiali Under-20 1999, dove ha raggiunto il terzo posto, ed alla Coppa d'Africa 2002.

## Statistiche

### Cronologia presenze e reti in nazionale
| Cronologia completa delle presenze e delle reti in nazionale ― Mali | Cronologia completa delle presenze e delle reti in nazionale ― Mali | Cronologia completa delle presenze e delle reti in nazionale ― Mali | Cronologia completa delle presenze e delle reti in nazionale ― Mali | Cronologia completa delle presenze e delle reti in nazionale ― Mali | Cronologia completa delle presenze e delle reti in nazionale ― Mali | Cronologia completa delle presenze e delle reti in nazionale ― Mali | Cronologia completa delle presenze e delle reti in nazionale ― Mali |
| Data                                                                | Città                                                               | In casa                                                             | Risultato                                                           | Ospiti                                                              | Competizione                                                        | Reti                                                                | Note                                                                |
| ------------------------------------------------------------------- | ------------------------------------------------------------------- | ------------------------------------------------------------------- | ------------------------------------------------------------------- | ------------------------------------------------------------------- | ------------------------------------------------------------------- | ------------------------------------------------------------------- | ------------------------------------------------------------------- |
| 12-1-1997                                                           | Bamako                                                              | Mali                                                                | 0 – 0                                                               | Senegal                                                             | Amichevole                                                          | -                                                                   | Uscita                                                              |
| 29-1-1998                                                           | Lomé                                                                | Togo                                                                | 2 – 1                                                               | Mali                                                                | Amichevole                                                          | -                                                                   |                                                                     |
| 2-8-1998                                                            | Bamako                                                              | Mali                                                                | 3 – 0                                                               | Capo Verde                                                          | Qual. Coppa d'Africa 2000                                           | -                                                                   |                                                                     |
| 16-8-1998                                                           | Praia                                                               | Capo Verde                                                          | 0 – 0                                                               | Mali                                                                | Qual. Coppa d'Africa 2000                                           | -                                                                   |                                                                     |
| 4-10-1998                                                           | Bamako                                                              | Mali                                                                | 0 – 1                                                               | Costa d'Avorio                                                      | Qual. Coppa d'Africa 2000                                           | -                                                                   | Ammonizione                                                         |
| 24-1-1999                                                           | Pointe-Noire                                                        | Rep. del Congo                                                      | 0 – 0                                                               | Mali                                                                | Qual. Coppa d'Africa 2000                                           | -                                                                   |                                                                     |
| 8-5-1999                                                            | Windhoek                                                            | Namibia                                                             | 0 – 0                                                               | Mali                                                                | Qual. Coppa d'Africa 2000                                           | -                                                                   |                                                                     |
| 6-6-1999                                                            | Bamako                                                              | Mali                                                                | 3 – 0                                                               | Rep. del Congo                                                      | Qual. Coppa d'Africa 2000                                           | -                                                                   |                                                                     |
| 20-6-1999                                                           | Abidjan                                                             | Costa d'Avorio                                                      | 0 – 0                                                               | Mali                                                                | Qual. Coppa d'Africa 2000                                           | -                                                                   |                                                                     |
| 23-4-2000                                                           | Bamako                                                              | Mali                                                                | 3 – 1                                                               | Libia                                                               | Qual. Mondiali 2002                                                 | -                                                                   |                                                                     |
| 14-10-2001                                                          | Bamako                                                              | Mali                                                                | 2 – 1                                                               | Marocco                                                             | Amichevole                                                          | -                                                                   | 46’                                                                 |
| 5-12-2001                                                           | Sikasso                                                             | Mali                                                                | 0 – 3                                                               | Costa d'Avorio                                                      | Amichevole                                                          | -                                                                   |                                                                     |
| 25-12-2001                                                          | Mopti                                                               | Mali                                                                | 1 – 1                                                               | Ghana                                                               | Amichevole                                                          | -                                                                   |                                                                     |
| 19-1-2002                                                           | Bamako                                                              | Mali                                                                | 1 – 1                                                               | Liberia                                                             | Coppa d'Africa 2002 - 1º turno                                      | -                                                                   | 21’                                                                 |
| 27-4-2003                                                           | Parigi                                                              | Madagascar                                                          | 0 – 2                                                               | Mali                                                                | Amichevole                                                          | -                                                                   |                                                                     |
| 7-6-2003                                                            | Bamako                                                              | Mali                                                                | 1 – 0                                                               | Eritrea                                                             | Qual. Coppa d'Africa 2004                                           | -                                                                   |                                                                     |
| 22-6-2003                                                           | Bamako                                                              | Mali                                                                | 0 – 0                                                               | Zimbabwe                                                            | Qual. Coppa d'Africa 2004                                           | -                                                                   |                                                                     |
| 5-7-2003                                                            | Victoria                                                            | Seychelles                                                          | 0 – 2                                                               | Mali                                                                | Qual. Coppa d'Africa 2004                                           | -                                                                   |                                                                     |
| 18-8-2004                                                           | Colombes                                                            | Mali                                                                | 3 – 0                                                               | RD del Congo                                                        | Amichevole                                                          | -                                                                   | 40’                                                                 |
| 18-11-2008                                                          | Le Petit-Quevilly                                                   | Algeria                                                             | 1 – 1                                                               | Mali                                                                | Amichevole                                                          | -                                                                   | 60’                                                                 |
| Totale                                                              |                                                                     | Presenze                                                            | 20                                                                  |                                                                     | Reti                                                                | 0                                                                   |                                                                     |

| Cronologia completa delle presenze e delle reti in nazionale ― Mali under 20 | Cronologia completa delle presenze e delle reti in nazionale ― Mali under 20 | Cronologia completa delle presenze e delle reti in nazionale ― Mali under 20 | Cronologia completa delle presenze e delle reti in nazionale ― Mali under 20 | Cronologia completa delle presenze e delle reti in nazionale ― Mali under 20 | Cronologia completa delle presenze e delle reti in nazionale ― Mali under 20 | Cronologia completa delle presenze e delle reti in nazionale ― Mali under 20 | Cronologia completa delle presenze e delle reti in nazionale ― Mali under 20 |
| Data                                                                         | Città                                                                        | In casa                                                                      | Risultato                                                                    | Ospiti                                                                       | Competizione                                                                 | Reti                                                                         | Note                                                                         |
| ---------------------------------------------------------------------------- | ---------------------------------------------------------------------------- | ---------------------------------------------------------------------------- | ---------------------------------------------------------------------------- | ---------------------------------------------------------------------------- | ---------------------------------------------------------------------------- | ---------------------------------------------------------------------------- | ---------------------------------------------------------------------------- |
| 5-4-1999                                                                     | Enugu                                                                        | Uruguay under 20                                                             | 1 – 2                                                                        | Mali under 20                                                                | Mondiali Under-20 1999 - 1º turno                                            | 1                                                                            | 69’                                                                          |
| 8-4-1999                                                                     | Enugu                                                                        | Mali under 20                                                                | 2 – 1                                                                        | Portogallo under 20                                                          | Mondiali Under-20 1999 - 1º turno                                            | -                                                                            | 67’                                                                          |
| 15-4-1999                                                                    | Enugu                                                                        | Mali under 20                                                                | 5 – 4 dts                                                                    | Camerun under 20                                                             | Mondiali Under-20 1999 - Ottavi di finale                                    | 1                                                                            | 81’                                                                          |
| 18-4-1999                                                                    | Enugu                                                                        | Mali under 20                                                                | 3 – 1                                                                        | Nigeria under 20                                                             | Mondiali Under-20 1999 - Quarti di finale                                    | -                                                                            |                                                                              |
| 21-4-1999                                                                    | Kaduna                                                                       | Mali under 20                                                                | 1 – 3                                                                        | Spagna under 20                                                              | Mondiali Under-20 1999 - Semifinale                                          | -                                                                            | 29’                                                                          |
| Totale                                                                       |                                                                              | Presenze                                                                     | 5                                                                            |                                                                              | Reti                                                                         | 2                                                                            |                                                                              |